# Novialoïdeus
Els novialoïdeus (Novialoidea) (del llatí; novus, «nou» + ala «ala» ; «noves ales») són un clade extint de pterosaures macronicopterans que van viure des de finals del Juràssic inferior fins a finals del Cretaci superior (des de principis del Toarcià fins a finals del Maastrichtià). Els seus fòssils s'han trobat a tots els continents excepte l'Antàrtida.
Va ser nomenat per Alexander Wilhelm Armin Kellner el 2003 com a tàxon basat en nodes constituït per l'últim avantpassat comú del Campylognathoides, Quetzalcoatlus i tots els seus descendents. Aquest nom es derivava del llatí novus «nou», i ala, «ala», en referència a la sinapomorfia de les ales que posseeixen els membres del clade.
Unwin (2003) el va anomenar Lonchognatha al mateix número de la revista que es va publicar Novialoidea (Geological Society of London, Special Publications 217) i el va definir com el clade format per Eudimorphodon ranzii, Rhamphorhynchus muensteri, el seu últim avantpassat comú i tots els seus descendents (com a tàxon basat en nodes). Sota les anàlisis filogenètiques d'Unwin i Kellner (on Eudimorphodon i Campylognathoides formen una família que es basal tant en Rhamphorhynchus com en Quetzalcoatlus), i perquè va ser nomenat primer Novialoidea (a les pàgines 105-137, mentre que Lonchognatha va ser nomenat a les pàgines 139-190), Lonchognatha és un sinònim recent objectiu de primer. Tanmateix, altres anàlisis consideren que Lonchognatha és vàlid (Andres et al, 2010) o és sinònim de Pterosauria (Andres, 2010 i Andres, en premsa).